# Red Bud
Red Bud is een plaats (city) in de Amerikaanse staat Illinois, en valt bestuurlijk gezien onder Randolph County.

## Demografie
Bij de volkstelling in 2000 werd het aantal inwoners vastgesteld op 3422. In 2006 is het aantal inwoners door het United States Census Bureau geschat op 3568, een stijging van 146 (4,3%).

## Geografie
Volgens het United States Census Bureau beslaat de plaats een oppervlakte van 5,4 km², geheel bestaande uit land. Red Bud ligt op ongeveer 144 m boven zeeniveau.

## Plaatsen in de nabije omgeving
De onderstaande figuur toont nabijgelegen plaatsen in een straal van 16 km rond Red Bud.